# Eucereon pyrozona
Eucereon pyrozona là một loài bướm đêm thuộc phân họ Arctiinae, họ Erebidae.